# Cophixalus cryptotympanum
Cophixalus cryptotympanum är en groddjursart som beskrevs av Richard G. Zweifel 1956. Cophixalus cryptotympanum ingår i släktet Cophixalus och familjen Microhylidae. IUCN kategoriserar arten globalt som otillräckligt studerad. Inga underarter finns listade i Catalogue of Life.